# (15118) Elizabethsears
(15118) Elizabethsears (2000 DP82) – planetoida z grupy pasa głównego asteroid okrążająca Słońce w ciągu 3,68 lat w średniej odległości 2,38 j.a. Odkryta 28 lutego 2000 roku.